# Calico (contea di San Bernardino)
Calico è una città fantasma della contea di San Bernardino, nel sud della California, situata nell'area delle Calico Mountains. Fu un centro minerario tra la fine del XIX e l'inizio del XX secolo.

## Geografia fisica
Calico si trova a 18 km a nord-est di Barstow.

## Storia
Calico si sviluppò come centro minerario a partire dalla fine del XIX secolo, dopo che 6 aprile 1881, fu rinvenuto, da parte di, S. C. Wardan, Hues Thomas e John C. King l'argento nelle Calico Mountains L'apertura della miniera, chiamata Silver King Mine.263, in seguito venduta per 300.000 dollari ad una compagnia di San Francisco, fece giungere nella zona centinaia di minatori.
Lo sviluppo di Calico conobbe quindi un ulteriore slancio due anni dopo con la scoperta del borace a 5 km ad est della città.
Le miniere di Calico producevano argento per un valore compreso tra i 13.000.000 e i 20.000.000 di dollari.
Se quindi nella primavera del 1882, Calico contava solamente 100 abitanti, nella seconda parte degli anni ottanta del XIX secolo, Calico conobbe un incremento demografico che la portò a raggiungere i 1.200 abitanti (mentre 22 erano i saloon).
Agli inizi del nuovo secolo, però, a causa della caduta del prezzo dell'argento e l'esaurimento dei giacimenti di borace, la città fu abbandonata dai minatori. Già nel 1907, si presentava così come una città fantasma.
Il recupero della città avvenne all'inizio degli anni cinquanta, con un'opera di restauro intrapresa da Walter Knott.

## La città fantasma
Gli edifici che si possono ammirare nella città fantasma di Calico sono in parte originali, in parte ricostruiti.
Ai visitatori viene data la possibilità di fare un giro della miniera con i vagoncini e di visitare il giacimento d'argento di Maggie Mine.

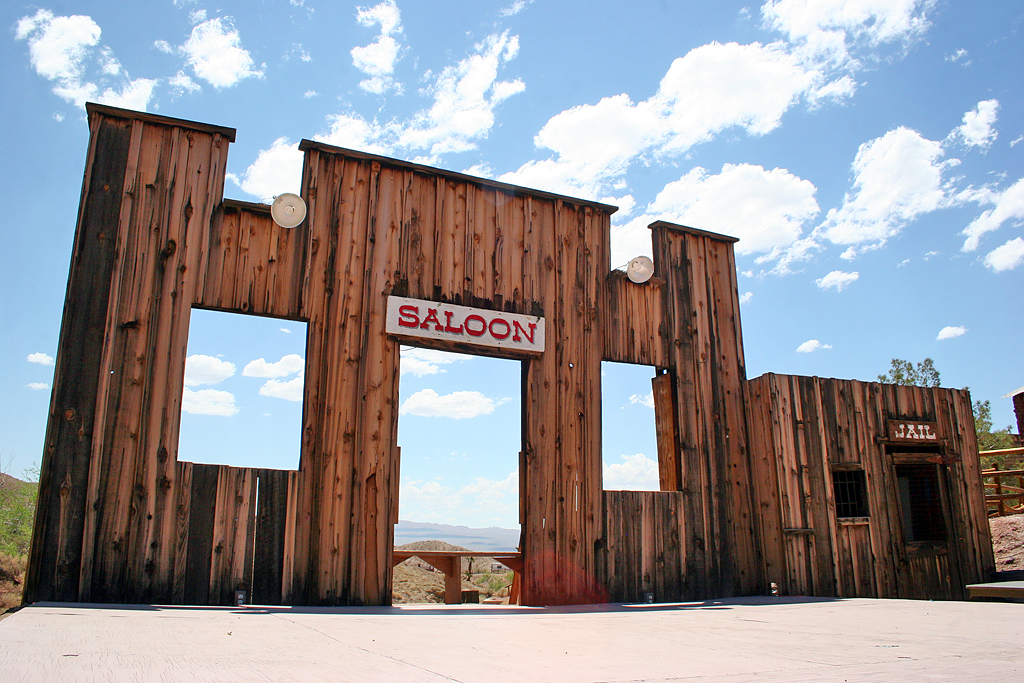
Resti di un saloon a Calico
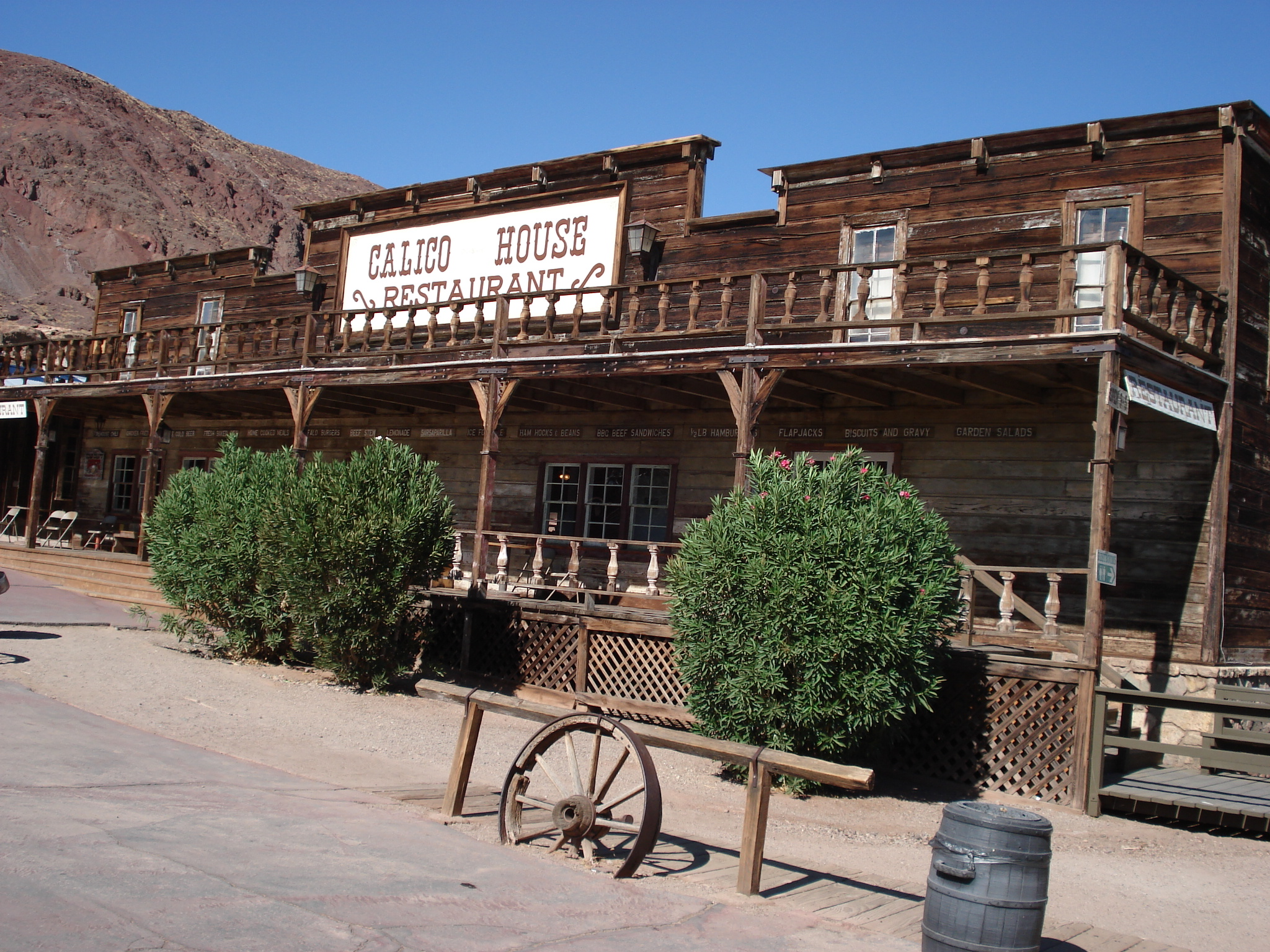
Altro edificio a Calico
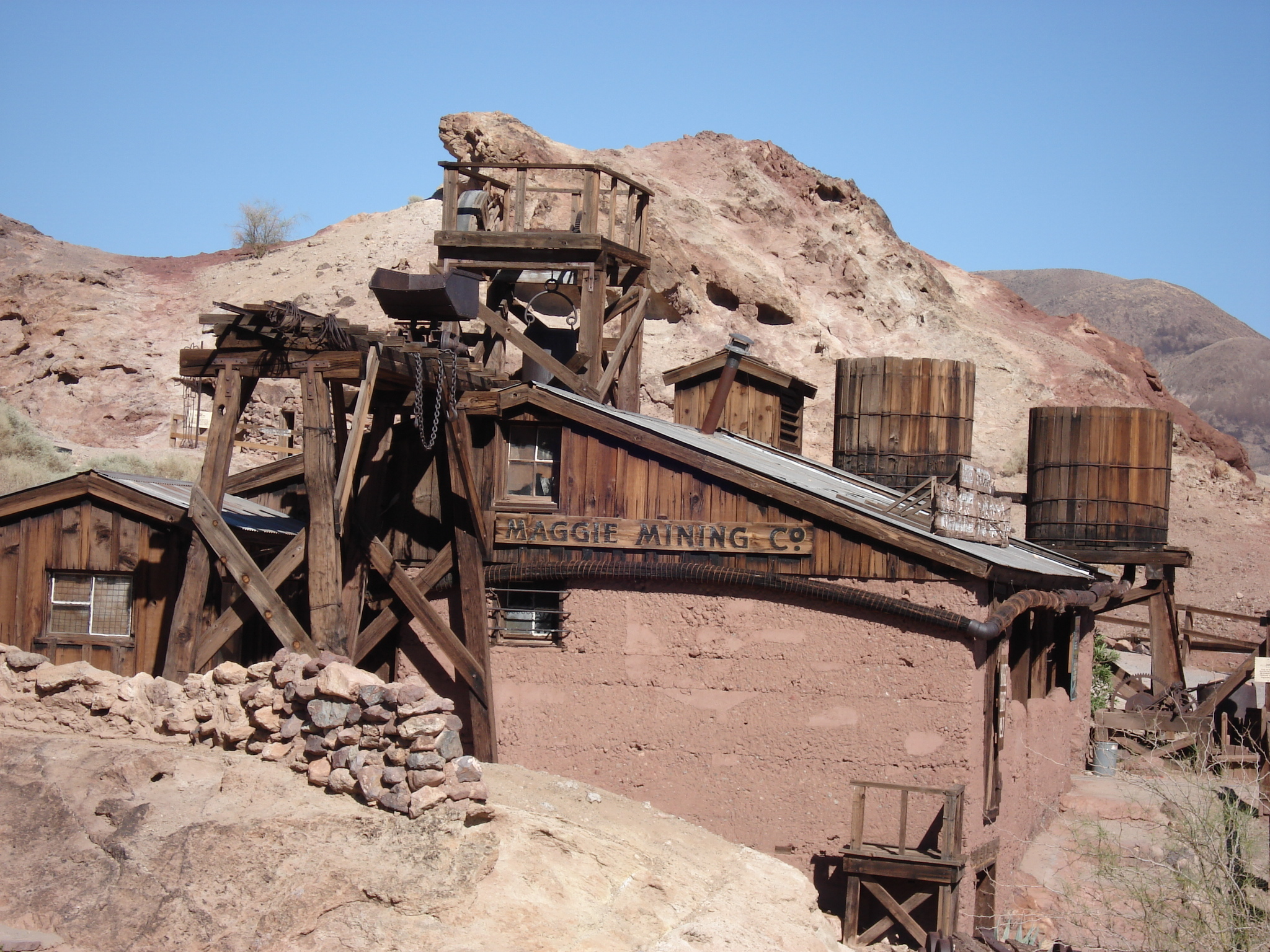
Resti di attrezzi per minatori a Calico
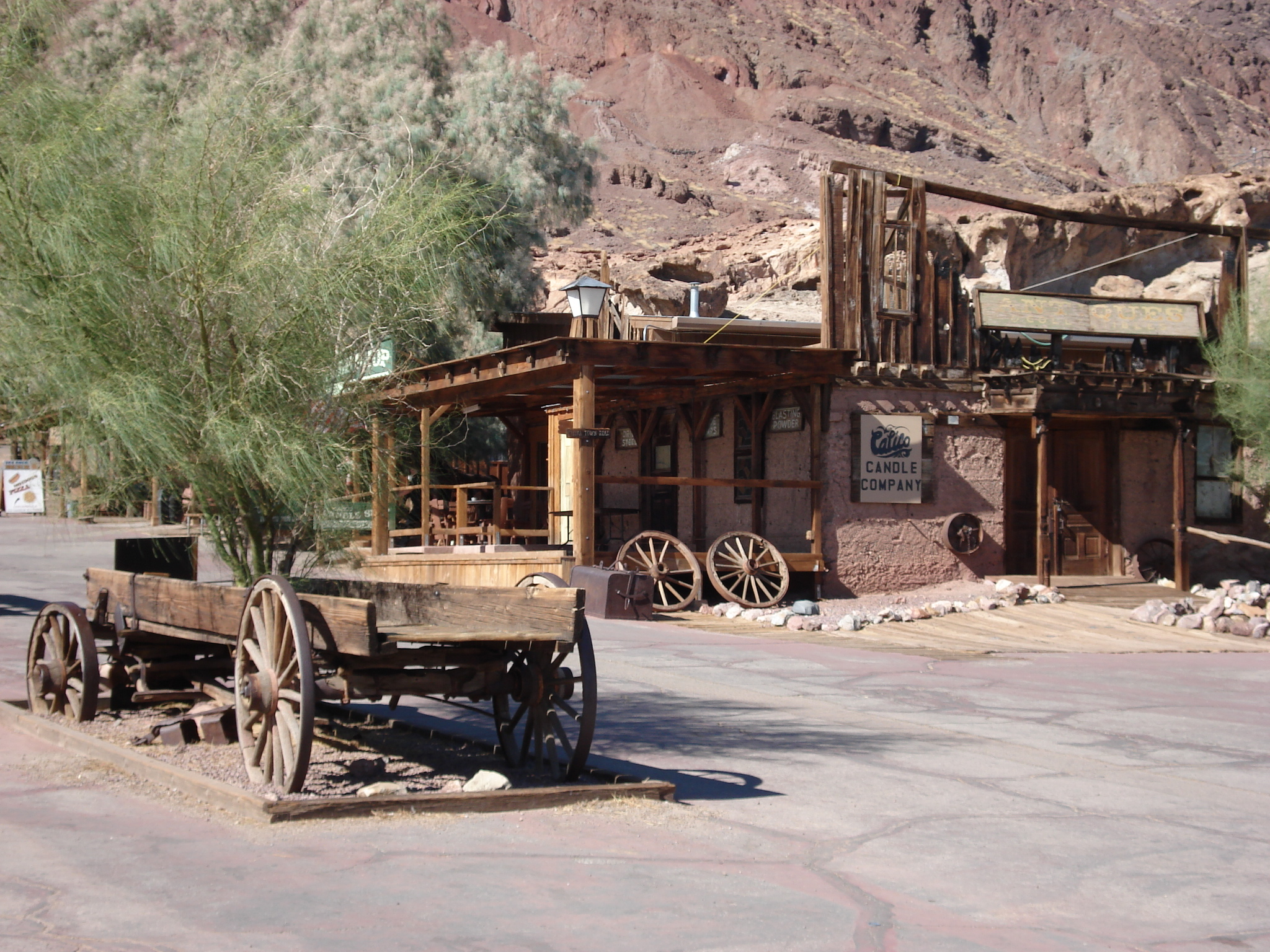
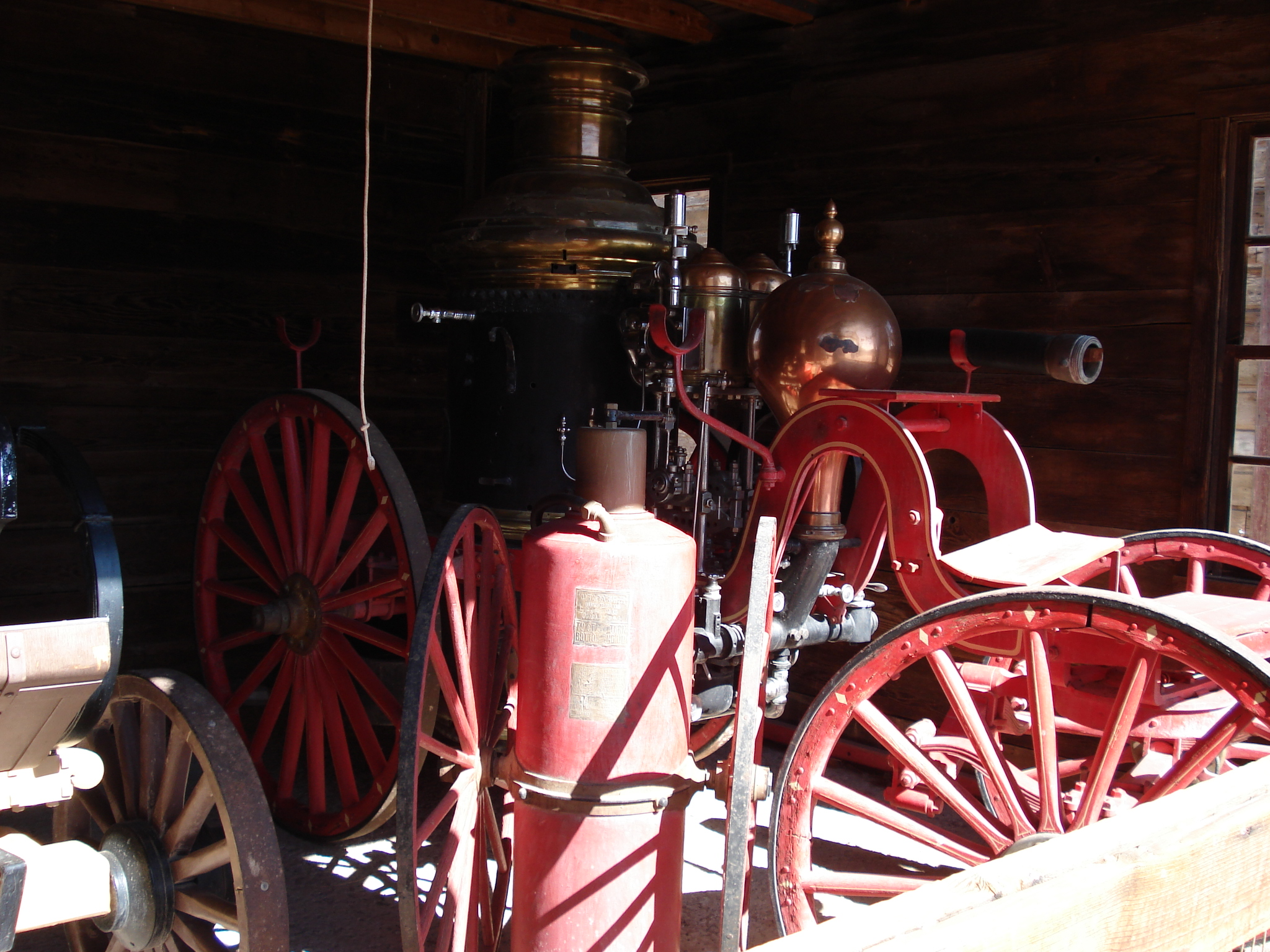
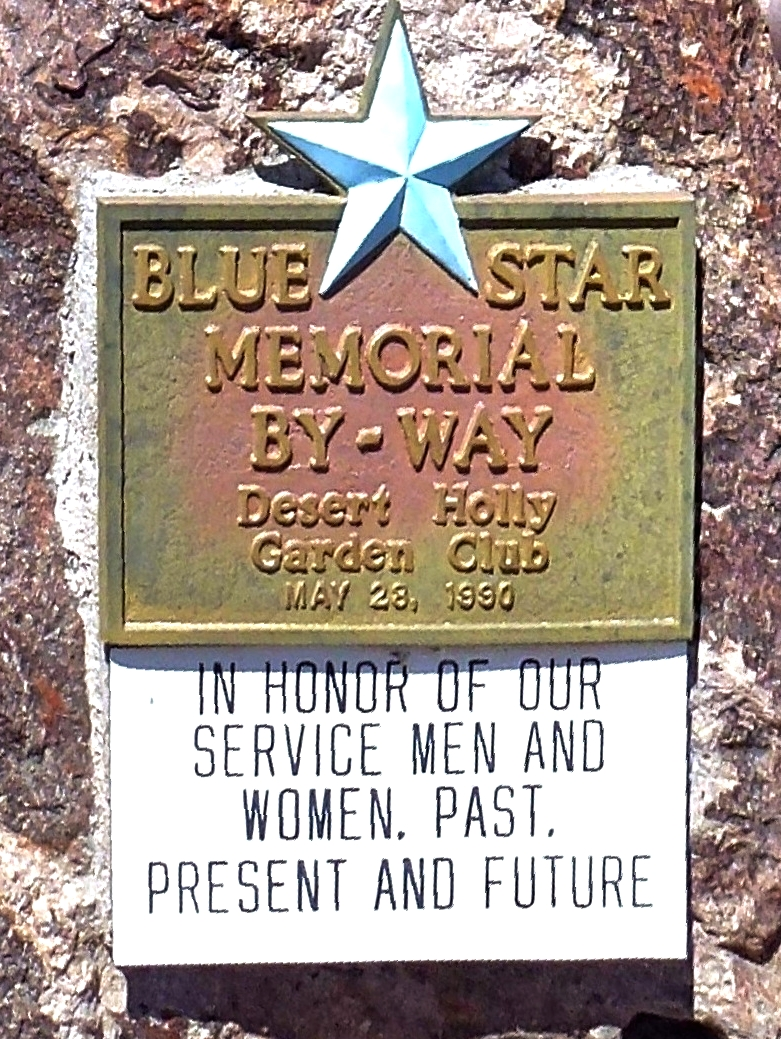
Targa commemorativa della Stella Blue

## Luoghi d'interesse nei dintorni

### Calico Early Man Site
A 16 km ad ovest di Calico, si può visitare il Calico Early Man Site, un sito archeologico con utensili dei primi abitanti del Nord America.